# Eastville
Eastville es una localidad del Condado de Northampton, Virginia, Estados Unidos. Según el censo de 2000 tenía una población de 203 habitantes y una densidad de población de 356,3 hab/km².

## Demografía
Según el censo de 2000, había 203 personas, 69 hogares y 42 familias residiendo en la localidad. La densidad de población era de 356,3 hab./km². Había 75 viviendas con una densidad media de 131,6 viviendas/km². El 68,47% de los habitantes eran blancos, el 29,06% afroamericanos, el 0,49% amerindios, el 0,49% de otras razas y el 1,48% pertenecía a dos o más razas. El 0,99% de la población eran hispanos o latinos de cualquier raza.
Según el censo, de los 69 hogares en el 27,5% había menores de 18 años, el 44,9% pertenecía a parejas casadas, el 14,5% tenía a una mujer como cabeza de familia y el 37,7% no eran familias. El 34,8% de los hogares estaba compuesto por un único individuo y el 23,2% pertenecía a alguien mayor de 65 años viviendo solo. El tamaño promedio de los hogares era de 2,20 personas y el de las familias de 2,84.
La población estaba distribuida en un 17,2% de habitantes menores de 18 años, un 15,3% entre 18 y 24 años, un 26,1% de 25 a 44, un 23,2% de 45 a 64 y un 18,2% de 65 años o mayores. La media de edad era 41 años. Por cada 100 mujeres había 128,1 hombres. Por cada 100 mujeres de 18 años o más, había 154,5 hombres.
Los ingresos medios por hogar en la localidad eran de 36.250 dólares ($) y los ingresos medios por familia eran 60.208 $. Los hombres tenían unos ingresos medios de 16.250 $ frente a los 22.083 $ para las mujeres. La renta per cápita para la ciudad era de 21.621 $. El 6,4% de la población estaba por debajo del umbral de pobreza. El 0,0% de los menores de 18 años y el 12,1% de los habitantes de 65 años o más vivían por debajo del umbral de pobreza.

## Geografía
Según la Oficina del Censo de los Estados Unidos, la localidad tiene un área total de 0,6 km², todos ellos correspondientes a tierra firme.